# Jamy Franco
Jamy Franco (Jamy Amarilis Franco Núñez; * 1. Juli 1991 im Departamento Santa Rosa) ist eine guatemaltekische Geherin.
2011 kam sie im 20-km-Gehen bei den Leichtathletik-Weltmeisterschaften in Daegu auf den 19. Platz und gewann Gold bei den Panamerikanischen Spielen in Guadalajara.
Ihre Mutter Evelyn Núñez war ebenfalls als Geherin erfolgreich.

## Persönliche Bestzeiten
- 10.000 m Gehen: 49:53,75 min, 13. Juni 2009, Guatemala-Stadt
- 20 km Gehen: 1:30:57 h, 18. März 2012, Lugano